# NGC 749
NGC 749 је спирална галаксија у сазвежђу Пећ која се налази на NGC листи објеката дубоког неба.
Деклинација објекта је - 29° 55' 20" а ректасцензија 1h 55m 40,9s. Привидна величина (магнитуда) објекта NGC 749 износи 12,5 а фотографска магнитуда 13,4. NGC 749 је још познат и под ознакама ESO 414-11, MCG -5-5-23, IRAS 01534-3009, PGC 7191.